# جو كينان (كاتب)
جو كينان (بالإنجليزية: Joe Keenan)‏‏ (14 يوليو 1958 في كامبريدج، ماساتشوستس - ) روائي، وكاتب سيناريو من الولايات المتحدة.

## الجوائز
- جائزة نقابة الكتاب الأمريكية
- جائزة لامدا الأدبية

## روابط خارجية
- جو كينان على موقع IMDb (الإنجليزية)
- جو كينان على موقع ميوزك برينز (الإنجليزية)
- جو كينان على موقع قاعدة بيانات الفيلم (الإنجليزية)